# Carlos Palao
Carlos Palao y Ortubia (Zaragoza, 26 de enero de 1857 - 28 de noviembre de 1934) fue un escultor y artista aragonés, hijo de Antonio Palao y Marco y que muchos años se desempeñó como director general de la Academia de Bellas Artes de Zaragoza

## Biografía
Nació en Zaragoza, lugar donde trabajó la mayor parte de su vida su padre, y comenzó sus estudios en Madrid, París y Roma. Al concluirlos se instaló en Zaragoza, continuando el taller familiar, especialmente en obras de restauración. Trabajó en varios conjuntos arquitectónicos de las iglesias zaragozanas, como Santa Engracia, donde palió los daños sufridos durante los Sitios de Zaragoza, rehaciendo algunas esculturas. También adornó la fachada del Museo Provincial de Zaragoza con esculturas relativas a los valores cardinales del cristianismo. En la Iglesia del Portillo labró el retablo en alabastro, a fin de conmemorar a los héroes caídos durante los sitios de Zaragoza. Otras esculturas de Palao fueron hechas en Ávila, Valencia y Teruel.
En la Basílica del Pilar, específicamente en la Capilla de Santiago o de la Comunión, Carlos Palao esculpió la imagen del santo titular y otras cuatro esculturas sitas en los ángulos de la capilla.
Carlos Palao, a diferencia de su padre, montó un trabajo con un claro viraje hacia el renacimiento y neoclasicismo, contrario a Antonio, quien trabajó durante toda su vida con un talante barroco. Ejemplo de la preferencia de Carlos por el arte renacentista fue su trabajo en la iglesia de Santa Engracia.
Su actividad como pintor fue escasa y apenas conocida, destaca sobre todo el diseño de los carteles para las fiestas taurinas en Zaragoza en 1899, que más que pinturas tiene tinte de miniaturas comerciales.